# Abell 1835
Abell 1835 è un ammasso di galassie compreso nel Catalogo Abell. Questo ammasso funge anche da lente gravitazionale per galassie retrostanti molto più lontane che diventano così visibili agli astronomi. L'ammasso ha un red shift di circa 75,900 km/s e ampiezza di 12′.
Nel 2004, una delle galassie rilevate utilizzando questo ammasso come lente gravitazionale, la Abell 1835 IR1916, era stata proposta come la galassia più distante conosciuta.